# Chipiona
Chipiona település Spanyolországban, Cádiz tartományban. Chipiona Sanlúcar de Barrameda és Rota községekkel határos. Lakosainak száma 19 915 fő (2024).
A város legismertebb szülőttje Rocío Jurado (1943-2006) énekesnő, aki a flamenco, copla és a latin ballada műfajában alkotott maradandót.
Chipionában található Spanyolország legmagasabb és Európa harmadik legmagasabb világítótornya. A környék szintén ismert a sherryről.

## Népesség
A település népessége az utóbbi években az alábbiak szerint változott:
| Lakosok száma | 16 814 | 17 603 | 17 952 | 18 583 | 18 860 | 19 004 | 19 095 | 19 123 | 19 368 | 19 915 |
|               | 2001   | 2004   | 2006   | 2009   | 2011   | 2014   | 2016   | 2019   | 2021   | 2024   |